# Economia gandhiana
L'economia gandhiana è una scuola di pensiero economico basata sui principi spirituali e socioeconomici esposti dal leader nonviolento indiano Mohandas Gandhi. È ampiamente caratterizzata dal rifiuto del concetto dell'essere umano come agente razionale in continua ricerca della massimizzazione del profitto, come postulato dal pensiero economico classico. Se i sistemi economici occidentali erano e tuttora sono basati sul concetto di “moltiplicazione dei bisogni”, Gandhi sentiva che ciò era insostenibile e deleterio per lo spirito umano. Il suo modello, al contrario, è orientato alla soddisfazione delle necessità, inclusi il bisogno di significato e quello di una vita comunitaria. Come scuola economica, è un modello che contiene elementi di protezionismo, nazionalismo, aderenza ai principi e obiettivi della nonviolenza e rifiuto dello scontro fra classi, in favore dell'armonia socioeconomica. Le sue idee hanno anche lo scopo di promuovere lo sviluppo spirituale nell'economia, rifiutando il materialismo. Il binomio "economia gandhiana" è stato coniato da Kumarappa, uno stretto collaboratore di Gandhi.

## Le idee economiche di Gandhi
Il pensiero di Gandhi riguardo a ciò che si dovrebbe considerare come questione sociale del secolo è stato influenzato dallo scrittore inglese John Ruskin e dall'americano Henry David Thoreau. Lungo tutta la sua vita, Gandhi ha cercato di sviluppare dei modi per combattere l'estrema povertà, l'arretratezza e le sfide socioeconomiche, come parte del suo più ampio coinvolgimento nel movimento indipendentista indiano. Il suo sostegno al movimento Swadeshi e a quello della non-cooperazione era centrato sui principi dell'autosufficienza socioeconomica. Gandhi boicottava l'abbigliamento e altri prodotti europei non solo perché simboli del colonialismo britannico, ma anche perché fonti di disoccupazione e povertà di massa: l'industria europea aveva infatti lasciato senza mezzi di sostentamento svariati milioni di lavoratori, artigiani e donne indiane.
Sostenendo l'adozione del khadi, il vestiario filato a mano, e l'uso di altri beni di produzione indiana, Gandhi cercava di sintetizzare il movimento di resistenza civile nonviolenta con la promozione dell'autosufficienza. Ha così guidato gli agricoltori dei distretti di Champaran e Kheda in una satyagraha, ossia disobbedienza civile e resistenza fiscale contro i proprietari terrieri e dei mulini sostenuti dal governo coloniale britannico, nel tentativo di difendere i diritti economici dei lavoratori e di annullare la tassazione oppressiva e altre norme che li condannavano alla povertà. In questa ribellione, assumeva molto peso l'impegno dei contadini nel porre fine al discriminatorio sistema delle caste e alle dispotiche consuetudini verso le donne. Ciò richiedeva allo stesso tempo uno sforzo cooperativo per promuovere educazione, salute e autosufficienza, a partire dalla produzione del proprio cibo e vestiario.
Dopo averli sperimentati in Sudafrica, Gandhi e i suoi sostenitori hanno fondato anche in India numerosi ashram, insediamenti concettualmente paragonabili alle comuni, dove gli abitanti mirano a produrre il proprio cibo, abbigliamento e altri mezzi di sussistenza, nella promozione di uno stile di vita votato all'autosufficienza e allo sviluppo personale e spirituale, per un più ampio progresso sociale. Molte ashram erano piccole fattorie o case costruite dagli stessi abitanti, dove ognuno aiutava in qualsiasi compito necessario, secondo principi di uguaglianza. Gandhi aveva anche abbracciato la nozione di trusteeship, gestione sulla fiducia, centrata sul diniego degli obiettivi materiali e dell'accumulo di ricchezza. I professionisti, nell'amministrazione della proprietà e delle risorse economiche, agirebbero come fiduciari degli altri individui, dell'intera comunità.
In disaccordo con molti socialisti e comunisti indiani, Gandhi era contro qualsiasi teorizzazione di conflitto o rivoluzione basati sulle classi. Ciò era per lui causa di violenza e disarmonia sociale. Il suo concetto di egualitarismo era centrato più sulla preservazione della dignità umana che sullo sviluppo materiale. Alcuni dei suoi più grandi sostenitori e ammiratori erano industriali come Ghanshyamdas Birla, Ambalal Sarabhai, Jamnalal Bajaj and J. R. D. Tata, i quali hanno adottato molte delle sue progressive idee riguardo alla gestione dei rapporti lavorativi, a volte anche partecipando personalmente negli ashram e nel servizio sociopolitico.

## Swaraj, l'autogoverno
Dagli scritti di Gandhi si evincono quattro livelli o concetti di libertà: l'indipendenza nazionale dell'India, la libertà politica individuale, quella di gruppo dalla povertà e la capacità di autocontrollo personale. Gandhi descriveva la sua visione come anarchismo filosofico, per un'India senza un governo sottostante. Una volta ha detto che "lo Stato nonviolento ideale sarebbe un'anarchia ordinata." Mentre i sistemi politici attuali sono ampiamente gerarchici, con livelli di potere crescenti a mano a mano che dall'individuo si passa al governo centrale, Gandhi credeva che la società dovrebbe configurarsi esattamente nella maniera opposta: niente dovrebbe essere fatto senza il consenso di qualcuno, a partire dal singolo individuo. La sua idea di vero autogoverno di un Paese è che ogni persona debba governare sé stessa, senza uno Stato che faccia sottostare le persone a delle leggi.
Questo si raggiungerebbe nel tempo, tramite una mediazione nonviolenta dei conflitti e la sottrazione del potere ai vari strati gerarchici, fino all'individuo, che incarnerebbe l'etica della nonviolenza. Piuttosto che un sistema dove i diritti siano garantiti da un'autorità superiore, le persone dovrebbero venire autogovernate da responsabilità reciproche. Quando gli fu chiesto di partecipare alla scrittura di una carta dei diritti umani, Gandhi rispose che, secondo la sua esperienza, “è molto più importante ottenere un manifesto dei doveri umani.”
Un'India indipendente non significava per lui solamente trasferire la struttura amministrativa britannica in mani indiane. Secondo quanto sostiene Tewari, Gandhi vedeva la democrazia come un sistema di governo plurimo, che ambisce a promuovere sia l'individualità che l'autodisciplina della comunità. Un sistema morale che distribuisce il potere e assiste il progresso di ogni classe sociale, specialmente le più basse, cercando di risolvere le controversie secondo logiche nonviolente. Per questo richiede libertà di pensiero e di espressione: la democrazia era per lui uno stile di vita.

## Economia gandhiana ed etica
Il pensiero gandhiano non traccia una distinzione tra economia ed etica. Un'economia che danneggia il benessere morale di un individuo o di una nazione è immorale, quindi peccaminosa. Il valore di un'attività dovrebbe essere misurato da come questa influenzi corpo, animo e spirito delle persone impiegate, piuttosto che in base ai dividendi pagati agli azionisti. In sostanza, dovrebbe considerare l'uomo, non il denaro.
I principi alla base del pensiero economico gandhiano pongono particolare enfasi sullo stile di vita frugale, che favorirebbe la riduzione dei bisogni e l'autosufficienza. Secondo questa logica, il sempre maggiore desiderio di consumo è paragonabile all'appetito animale, che porta a fare di tutto pur di ottenere soddisfazione. In tal modo, bisogna differenziare tra standard e qualità di vita, dove il primo concerne solamente gli aspetti materiali e fisici riguardo al cibo, al vestiario e all'abitazione. Una più alta qualità della vita si otterrebbe invece solo se, insieme al progresso materiale, ci fosse un serio tentativo di adottare valori e qualità culturali e spirituali.

## Principi sottostanti
L'economia gandhiana si basa sui seguenti valori:
1) Satya, la Verità
2) Ahimsa, la Nonviolenza
3) Aparigraha, il Non-possesso.
Gandhi considerava satya e ahimsa “vecchie come le colline”; da queste ha derivato il principio del rifiuto della proprietà. Il possesso condurrebbe alla violenza, sia nella protezione di quanto uno detiene che nell'acquisizione di quanto in mano ad altri. Da qui la credenza che ognuno dovrebbe limitare le proprie necessità al minimo indispensabile. Gandhi stesso incarnava quest'idea, dato che possedeva giusto un paio di vestiti, un orologio, un bastone e qualche utensile. Esortava tutti all'adozione di tali principi, specialmente i ricchi e gli industriali, invitandoli a considerare la loro ricchezza come qualcosa da amministrare sotto la fiducia della società intera: non quindi proprietari, ma fiduciari.

## Giustizia sociale e uguaglianza
Gandhi ha più volte affermato che se il genere umano cercasse il progresso e la realizzazione degli ideali di uguaglianza e fratellanza, l'attenzione più alta verrebbe quindi data alle necessità dei più deboli. Ogni pianificazione economica nazionale è quindi solo un futile esercizio se non risolleva completamente gli strati sociali più vulnerabili.
È la qualità dell'essere umano che deve venire elevata, affinata e consolidata. La pianificazione economica deve servire a questo, deve essere per il cittadino, non il contrario. A tutti dovrebbe essere data la possibilità di guadagnarsi da vivere in base alle proprie capacità e ai propri mezzi.

## Economia rurale nonviolenta
Il pensiero gandhiano dà molta importanza ai mezzi coi quali raggiungere lo sviluppo, che devono essere necessariamente nonviolenti, etici e veritieri, in ogni ambito economico. Per raggiungere ciò, egli professava la trusteeship, la decentralizzazione delle attività economiche, l'adozione di tecnologie ad uso intensivo del lavoro e la priorità agli strati sociali più deboli. Per essere realmente nonviolento, un individuo dovrebbe avere una mentalità rurale, espressione che indica il distanziamento dalle logiche di sfruttamento dell'industria. L'economia si risveglierebbe solo con la liberazione da tale giogo, essenza della violenza stessa. Secondo la sua idea, siccome entrano in gioco logiche di concorrenza e di marketing, l'industrializzazione di massa porterebbe allo sfruttamento delle persone, sia attivamente che in modo passivo. Credeva che un'economia, per essere indipendente, dovrebbe produrre principalmente per il proprio funzionamento anche nel caso in cui necessiti dell'uso di macchine e strumenti moderni, posto che non ci sia alcuno sfruttamento degli altri.

## Ambientalismo
Molti seguaci di Gandhi hanno sviluppato una teoria ambientalistica. J.C Kumarappa è stato il primo, con la scrittura di numerosi libri negli anni quaranta e cinquanta del secolo scorso. Lui e Mira Behan criticavano i progetti delle dighe su larga scala, ritenendo che strutture più piccole sarebbero state più efficaci per l'irrigazione. Ritenevano inoltre che la concimazione organica fosse meno pericolosa e anche migliore dei prodotti chimici e che le foreste avrebbero dovuto essere gestite al fine della conservazione dell'acqua, piuttosto che per la massimizzazione del profitto. Il governo coloniale e quello di Nehru non hanno prestato loro abbastanza attenzione. Lo storico e scrittore Ramachandra Guha definisce Kumarappa come “Il Gandhiano Verde”, ritenendolo il fondatore del moderno ambientalismo indiano.

## Il concetto di socialismo
L'economia gandhiana apporta una mentalità socialista allo sviluppo in generale, cercando di ridefinire le prospettive del socialismo stesso. Gandhi sposò la nozione di “gestione o amministrazione sulla fiducia”, che pone le sue basi nel rifiuto delle ambizioni materiali e della brama di ricchezza. Coloro che praticano la trusteeship, agiscono da “fiduciari” degli altri, della comunità in generale, nella gestione delle risorse economiche e della proprietà. Sotto l'ordine economico gandhiano, il carattere della produzione è determinato in base alla necessità sociale, non è guidato dall'avidità personale. La via del socialismo dovrebbe essere esclusivamente quella della nonviolenza e del metodo democratico, ogni ricorso allo scontro fra classi e al disprezzo reciproco avrebbe solo effetti suicidi.

## L'implementazione in India
Durante la lotta per l'indipendenza, così come dopo il suo ottenimento nel 1947, Gandhi difese il khadi, l'abbigliamento fatto a mano dalle donne indiane, che includeva anche il suo celebre copricapo. Questo vestiario divenne ben presto simbolo di nazionalismo e patriottismo, tuttavia il primo ministro post indipendenza, Jawaharlal Nehru, era completamente diverso da Gandhi, che non partecipò neppure alle celebrazioni per l'indipendenza, talmente era occupato a seguire le violenze scatenatesi a livello locale dopo la ripartizione del Paese.
Attivisti gandhiani come Vinoba Bhave e Jayaprakash Narayan erano coinvolti nel movimento Sarvodaya, che ambiva a promuovere l'autosufficienza fra la popolazione rurale, incoraggiando la redistribuzione delle terre, riforme socioeconomiche e il lavoro da casa. Tale movimento si prefiggeva di combattere il conflitto fra classi, la disoccupazione e la povertà, tentando allo stesso tempo di mantenere i valori e lo stile di vita rurale degli indiani, erosi dall'industrializzazione e dalla modernizzazione. Il Sarvodaya includeva anche il Bhoodan, ossia il dono di terre e risorse agricole da parte dei padroni (chiamati zamindari) agli agricoltori ivi impiegati, in un tentativo di porre fine al sistema medioevale da essi dominato.
Bhave e altri promossero il Bhoodan come un metodo giusto e pacifico di ridistribuire la terra, al fine di creare l'uguaglianza riguardo all'economia, alla proprietà e alle opportunità, senza creare conflitti di classe. Il Bhoodan e il Sarvodaya goderono di un notevole successo in molte parti dell'India, fra cui il Maharashtra, il Gujarat, il Karnataka e l'Uttar Pradesh. Bhave stesso divenne uno dei maggiori esponenti di questa disciplina fra gli agricoltori e tutti i lavoratori indiani; anche per tale ragione supportò la controversa Emergenza Indiana indetta da Indira Gandhi nella seconda metà degli anni settanta. Anche Jayaprakash Narayan tentò di applicare i metodi di Gandhi, nel suo caso per contrastare il crimine organizzato, l'alcolismo e altri problemi sociali.

## Interpretazioni moderne
La similarità del pensiero economico gandhiano con il socialismo ha fatto sorgere molte critiche da parte dei sostenitori del libero mercato. Il suo modello rappresenta per molti un'alternativa alle ideologie economiche dominanti, essendo una via che promuove l'autosufficienza senza enfasi sull'ambizione materiale e senza compromettere lo sviluppo umano. I suoi capisaldi - pace, trusteeship e cooperazione - vengono promossi come un'alternativa sia alla concorrenza che al conflitto fra classi. Il focus sullo sviluppo umano è anche visto come il giusto impegno verso lo sradicamento della povertà, del conflitto sociale e dell'arretratezza nelle nazioni in via di sviluppo.